# Binaya
Le Binaya est une montagne du centre de l'île indonésienne de Céram. Culminant à 3 027 mètres d'altitude, c'est le plus haut sommet des Moluques. Il est situé dans le parc national de Manusela et entouré de forêt humide.

## Tourisme
L'ascension du Binaya se fait à partir du village de Kanikeh.
Il faut d'abord se rendre à Ambon, la capitale de la province des Moluques. D'Ambon, on peut soit prendre le ferry, soit une vedette rapide jusqu'à Amahai (Masohi). On suit ensuite la côte en direction de l'est jusqu'au village de Tehoru. Là, il faut trouver un bateau de pêcheur pour traverser la baie et atteindre Hatumete. De là, il faut 2 jours de marche à travers la montagne pour arriver au village de Manusela. On grimpe ensuite jusqu'à une altitude de 2 000 m pour redescendre dans une vallée.
De Kanikeh, l'ascension prend encore 3 ou 4 jours.